# Thérèse Casgrain
Thérèse Forget Casgrain (Quebec, 10 de julio de 1896 – Montreal, 3 de noviembre de 1981) fue una política canadiense, sufragista, feminista y senadora.

## Biografía
Thérèse Forget nació en Saint-Irénée-les-Bains, Quebec y creció en el seno de una familia rica, formada por Blanche MacDonald -Lady Forget- y Sir Rodolphe Forget.
En 1905, a la edad de 8 años, comenzó sus estudios en el Dames du Sacré-Coeur, en Sault-au-Récollet. Pensó en continuar sus estudios en la universidad, sin embargo, su padre era contrario a esa idea. Según él, ella debería aprender a administrar un hogar, cualidad propia de una futura esposa de su estatus.
Se casó con Pierre-Françoise Casgrain, un político Liberal rico con quien  tuvo cuatro niños.

## Trayectoria
En la primavera de 1918,Thérèse Forget Casgrain acompañó a su marido a Ottawa con motivo de la apertura parlamentaria. Allí, en la capital federal, tomó conciencia de la importancia de la cuestión del derecho al voto de las mujeres. Durante las anteriores elecciones federales, se permitió el voto a cierto número de mujeres y el  gobernador Borden más tarde adoptó la Ley del Sufragio Femenino, un proyecto de ley que concedería el derecho al voto a las mujeres a partir de 21 años de edad en las elecciones federales. Aun así, en Quebec, las mujeres todavía no podrían votar durante elecciones provinciales, ya que había una fuerte oposición por parte del clero y la élite conservadora para poder ampliar la ley.

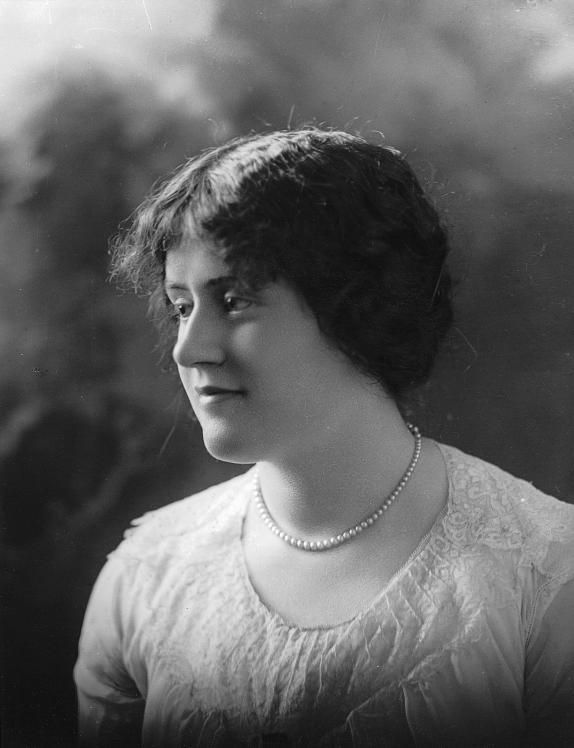
Thérèse Olvida, 1914

### Antes de la Segunda Guerra Mundial

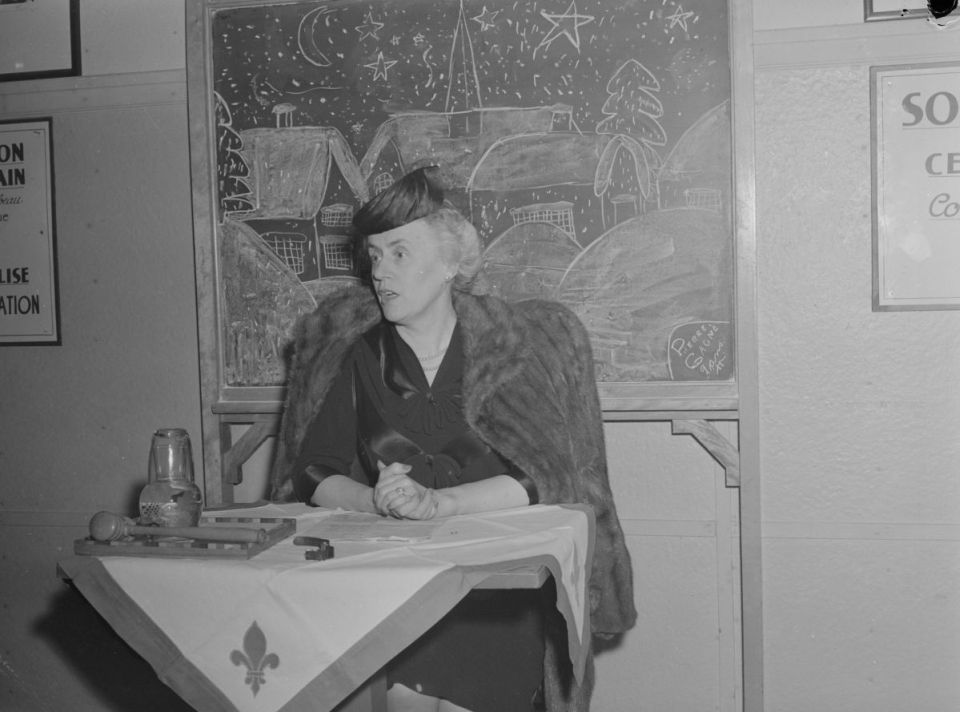
Thérèse Casgrain conferencias en el Consumidor Familiar Cooperativo Calle de Hubert Santo en Montreal. 14 de enero de 1945

Casgrain dirigió el movimiento del sufragio femenino en Quebec antes de la Segunda Guerra Mundial. Fundó el Comité Provincial de Franquicias en 1921 e hizo campaña por los derechos de las mujeres y por el derecho al voto en las elecciones de Quebec, un derecho que no se ganó hasta 1940. De 1928 a 1942, fue la líder de la Liga por los Derechos de la Mujer. En la década de 1930, presentó un popular programa de radio Fémina . 
En las elecciones federales de 1942 federal por elección, se presentó como candidata liberal Independiente en el distrito de Charlevoix-Saguenay, el mismo sitio que ocuparon anteriormente su padre y su marido.

### Después de la Segunda Guerra Mundial
Después de la Segunda Guerra Mundial, dejó el Partido Liberal y se unió a la Federación Cooperativa de la Commonwealth (CCF) socialdemócrata. En 1948, se convirtió en una de las vicepresidentas federales de la CCF. Dirigió el ala del partido de Quebec, la Parti social démocratique du Québec, de 1951 a 1957. Fue, por lo tanto, la primera mujer líder de un partido político en Canadá. Fue candidata del CCF en una elección parcial federal de 1952 y en las elecciones generales federales de 1953, 1957 y 1958 y candidata al Nuevo Partido Demócrata en las elecciones generales federales de 1962 y 1963. También usó su posición como plataforma para hacer campaña contra el gobierno de Maurice Duplessis . 
En el año 1960, llevó a cabo un a campaña contra las armas nucleares, fundando en febrero de 1961 el ala de Quebec ala de Voz de Mujeres (VOW) y sirviendo como presidenta nacional de VOW en el período 1962-1963. También fue la fundadora de La Ligue des droits l'homme devenue en 1978 la Ligue des droits et libertés y el Fédération des femmes du Québec. En el 1960, fue presidenta  del ala de Quebec del Partido Democrático Nuevo, el sucesor del CCF y se presentó en el abril de 1963 a la elección federal canadiense.

### Últimos años
En 1969, Casgrain fue elegida presidenta de la Asociación de Consumidores de Canadá, en la sección de Quebec. Casgrain sucedió al presidente anglóffono, David Macfarlane, quién consideró que la posición de la sección de Quebec era indefendible, ya que estaba dominada por elementos anglófonos y utilizaba el inglés como su lengua de trabajo primaria. Muchos miembros de la asociación esperaban que Casgrain resolvería este problema como presidenta.
El Primer ministro Pierre Trudeau nombró a Casgrain para el Senado de Canadá en 1970, donde se sentó como independiente durante nueve meses antes de alcanzar la edad de jubilación obligatoria de 75 años. Como senadora cuestionó la política del primer ministro sobre el uso del napalm y desfoliantes de fabricación canadiense en Vietnam.
En la última década de su vida, se comprometió a ayudar a los derechos de mujeres indias americanas. También se dedicó a realizar trabajos de caridad y los derechos del consumidor. 
Durante Referéndum de Quebec de 1980, se posicionó a favor de la independencia de Quebec. En el caso de Yvettes reprendió a Lise Payette, ministra de la condición femenina.
Thérèse Casgrain murió en 1981 y su cuerpo fue enterrado en el Cimetière Notre-Dame-des-Neiges en Montreal.

## Reconocimiento

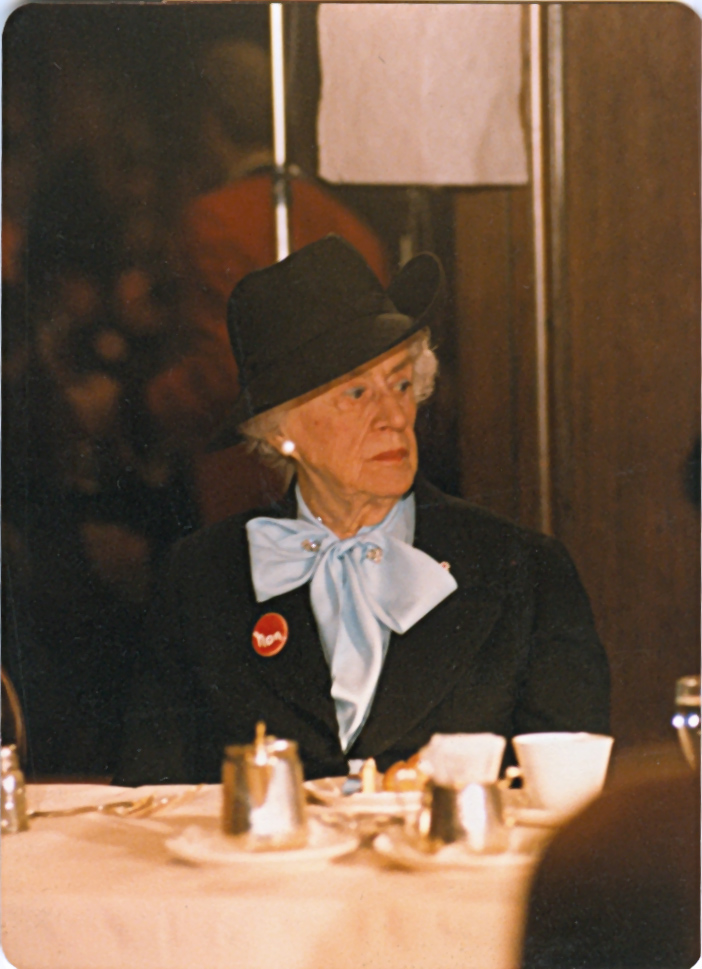
Casgrain En 1980

En reconocimiento de sus logros, en 1967 fue nombrada Oficial de la Orden de Canadá, y en 1974,  fue ascendida a Compañera, el máximo grado. En 1968  recibió un doctorado honorífico PhD de la Universidad de Montreal.
En 1979,  fue nombrada una de los primeras personas ganadoras del premio del Gobernador General en Conmemoración del Persons Case.
En 1974, el Loyola College, una de las instituciones fundadoras de la Universidad Concordia le otorgó la Medalla Loyola. Recibió un doctorado de Concordia en 1980.
En 1980  recibió el título de Grand Montrealer en la categoría social. En 1981  recibió un doctorado honorífico PhD de la Universidad de Windsor.
En 1982, el gobierno Liberal de Pierre Trudeau creó el Premio de Voluntario Thérèse Casgrain. En 1990, se suspendió este premio bajo el ministerio conservador de Brian Mulroney, pero se retomó de nuevo en 2001 con el ministro liberal Jean Chrétien. En 2010, durante el ministerio conservador de Stephen Harper, el premio estuvo eliminado y entonces se renombró como el premio de Voluntario del "Primer ministro". En 2016 bajo el gobierno Liberal de Justin Trudeau el premio era una vez más rebautizado como la Thérèse Casgrain Lifetime Premio de Consecución del Voluntario.
En 1991-1992  recibió la medalla de The Bar of Montreal (a título póstumo).
En 1985, El Correo de Canadá honró a Thérèse Casgrain con un sello de franqueo. También esté conmemorada en 2004 en el revés del $50 billete de la Serie de Viaje canadiense junto con El Famoso Cinco. Esta conmemoración estuvo interrumpida en 2012 con la introducción de un diseño nuevo en el revés de la factura de cincuenta dólares.
En 2012, el Hon. Pauline Marois, primer premier hembra de Quebec, descubrió una estatua de Casgrain, Marie Lacoste Gérin-Lajoie, Idola Santo-Jean y Marie-Claire Kirkland. La estatua por Jules Lasalle era para celebrar el 50.º aniversario de Kirkland el ser hizo el primer ministro hembra canadiense.
En 2016, llegó a ser comandante de la Orden de Montreal (a título póstumo)

## Archivos
Los archivos de Thérèse-Casgrain se conservan en Ottawa en la Biblioteca y Archivos Canadá. El número de referencia archivístico es R7906, el número de referencia archivístico anterior MG32-C25. Los archivos comprenden el período desde 1818 a 1981. Consta de 2.05 metros de registros textuales y 534 fotografías.
Los archivos de la Fundación Thérèse F.-Casgrain se conservan en el centro de archivos del Montreal de la Biblioteca Nacional y Archivos de Quebec.